# EMD F40PH

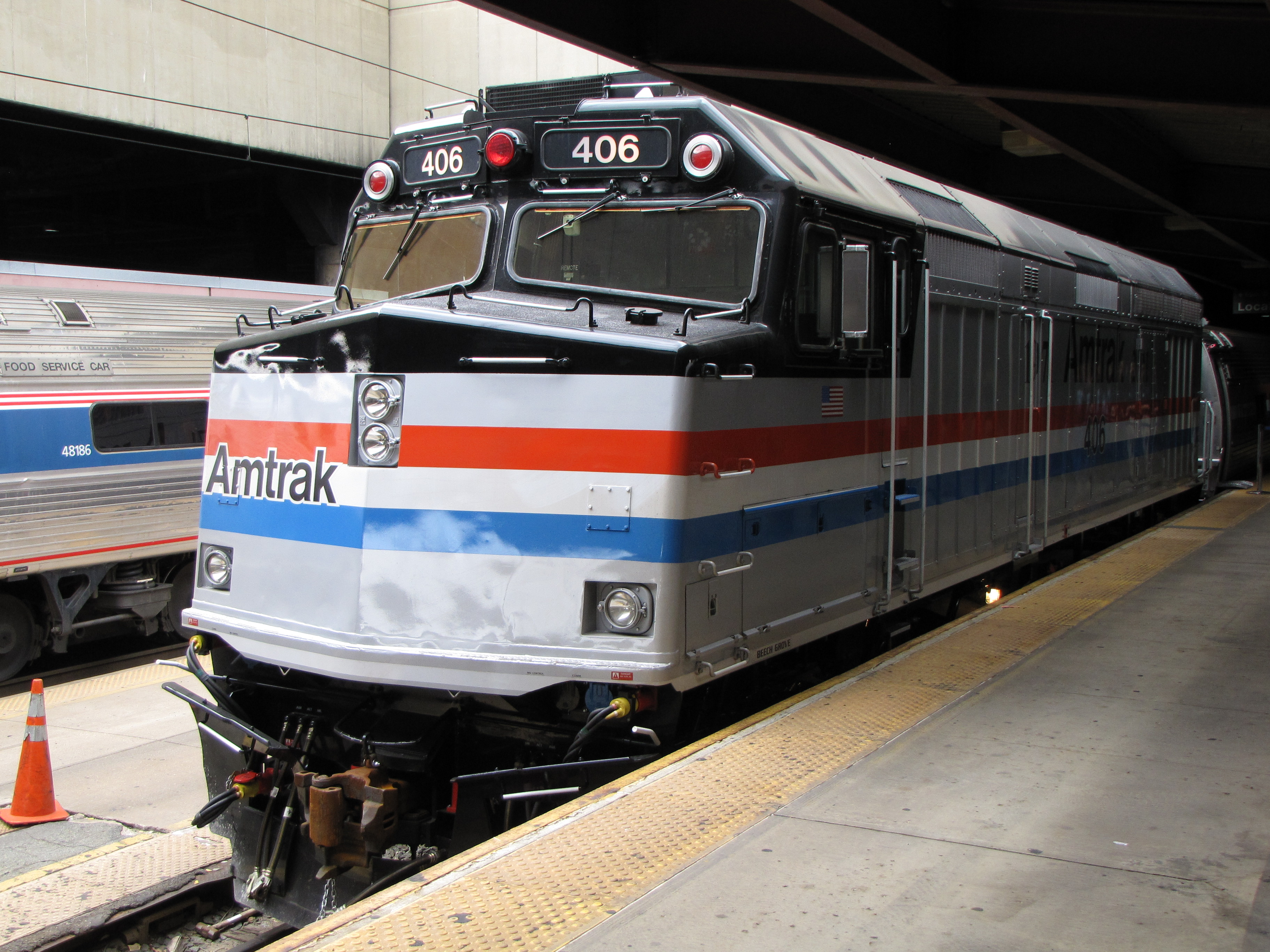
EMD F40PH ve službách Amtraku vystavená na nádraží Union Station ve Washingtonu

EMD F40PH je lokomotiva z lokomotivky Electro-Motive Diesel, vyráběná v letech 1976 – 1992, kdy byla zmíněná společnost jednou z divizí General Motors. Je určená pro osobní vlaky, má uspořádání pojezdu B-B dle klasifikace AAR a výkon 2,2 – 2,4 MW je ze vznětového motoru přenášen elektricky.
Původně byla vyráběna s výkonem 2,2 MW pro společnost Amtrak pro osobní vlaky na kratší a střední tratě. Dalším zákazníkem byla Regional Transportation Authority provozující hromadnou dopravu v metropolitní oblasti Chicaga, která si přála zvýšení výkonu na 2,4 MW. Později byl zvýšen výkon i původních lokomotiv dodaných Amtraku a tak jedinými lokomotivami s původně plánovaným výkonem 2,2 MW zůstaly některé z těch, které byly dodány VIA Rail Canada.
Zánovní motory z těchto lokomotiv jsou v dílnách společnosti Rail Polska ve Włosienici instalovány do starších strojů typu M62 sovětského původu. Takto remotorizované lokomotivy jsou přeznačeny na řadu M62M a využívá je dopravce Rail Polska, případně si je pronajímají jiní polští dopravci.